# پیش از آنکه قهوه‌ات سرد شود
پیش از آنکه قهوه‌ات سرد شود (ژاپنی: コーヒーが冷めないうちに) رمانی از توشیکازو کاواگوچی [ja] است که در سال ۲۰۱۵ منتشر شد. دربارۀ کافه‌ای در توکیو صحبت می‌کند که به مشتریانش اجازه می‌دهد تا زمانی که قهوه‌شان سرد نشود برگردند و در زمان سفر کنند.